# Potres srca
Potres srca (lat. commotio cordis) koji prati ventrikularna fibrilacija srca izazvana tupom traumom srca, jedan je od retih uzrok iznenadne srčane smrti koji se može dogoditi kod bilo koje osobe kao posledica tupog udara u grudni koš, ako se udarac dogodi u određenoj fazi srčanog ciklusa. 
Iako je redak oblik povrede srca, potres srca važan je uzrok iznenadne smrti kod mladih sportista, pretežno muškarce,  kod kojih iznenadna, tupa, nepenetrirajuća i neškodljiva trauma prednjeg dela grudnog koša rezultuje srčanim zastojem i iznenadnom smrću kao posledica fibrilacije srčanih komora.

## Opšte informacije
Iznenadna neočekivana srčana smrt koja se javlja kod mladih ljudi tokom bavljenja sportom obično je povezana s prethodno dijagnostikovanim ili nedijagnostikovanim strukturnim ili primarnim električnim srčanim abnormalnostima. Primeri takvih abnormalnosti uključuju:
- hipertrofičnu kardiomiopatiju,

- anomalije koronarne arterije,

- aritmogenu kardiomiopatiju desne komore i

- primarne električne poremećaje, kao što je kongenitalno produženje QTc intervala i kateholaminergička, polimorfnu ventrikularnu tahikardiju (CPVT).[2]

Za razliku od nampred navedenih uzroka  neočekivane srčane smrti, smrt izazvana potres srca se definiše kao komorska ili ventrikularna fibrilacija srčanog mišića izazvana tupom traumom srca, koja se ne može pripisati strukturnom oštećenju srca ili okolnih struktura.
Latinska etimologija,  agitacija srca, opisuje sumnjivi mehanizam u kojem značajno izobličenje miokarda stvara dovoljno mehaničke energije da izazove neodgovarajuću depolarizaciju srčanog mišića, što rezultuje nestabilnom aritmijom.
Slučajevi koji se vjerovatno mogu pripisati potres srca opisani su pre više stotina godina.   Neki od najranijih izvještaja mogu se odnositi na legende kao što je Dim Mak -Umetnost smrtonosnog dodira, drevna kineska tehnika borilačkih veština koja uzrokuje smrt pažljivo usmjerenim udarcem, popularno nazvanim dodir smrti. Većina trenutno prijavljenih slučajeva potresa srca uključuje mlade sportiste koji se aktivno bave sportom.

## Epidemiologija
Potres srca spada među vodeće uzroke iznenadne srčane smrti kod mladih sportista. Iako je broj pijavljenih slučajeva relativno redak (manje od 30 slučajeva se prijavi svake godine).
Mortalitet
Prijavljena stopa preživljavanja među Afroamerikancima je niža nego kod belaca (4% naspram 33%). Ovo može biti rezultat veće stope odložene reanimacije (44% prema 22%) i ređe upotrebe automatizovanih defibrilatora (AED) (4% naspram 8%).
Iako  se očekuje da će preživljavanje biti slično drugim slučajevima ventrikularne fibrilacije, ako ne i veće, zbog nedostatka strukturnih srčanih bolesti, u početnim slučajevima zabieženo je vrlo nisko preživljavanje. Međutim posljednjih godina evidentirano je značajno povećanje prijavljenog preživljavanja, verovatno zbog boljeg prepoznavanja bolesti i ranog lečenja,  pa tako npr. najnovije prijavljene stope preživljavanja u SAD prelaze 50%.
Starost
Iako se javlja u širokom rasponu starosti (od 6 nedelja do 50 godina), potres srca se najčešće javlja kod muške dece uzrasta 10 do 18 godina, prosečne starosti od 15 ± 9 godina. Podaci iz SAD pokazuju da je među obolelima 26% mlađih od 10 godina, a 75% mlađih od 18 godina.  Ovo se može obijasniti kombinacijom tanjeg zida grudnog koša dece u odnosu na odraslu osobu i povećanom verovatnoćom da daca učestvuju u aktivnostima u toku kojih će biti pogođeni u prsa.
Rasa
Podaci iz SAD pokazuju da se skoro 80% epizoda potresa srca javlja kod belaca.
Pol
Prema podacima koji su priukupqeni u SAD, 95% slučajeva potresa srca javlja se kod muškaraca.

## Etiologija
Potres srca  najčešće je rezultat udarca tvrdom loptom (npr bejzbol loptom ili hokejaškim pakom) u levu stranu grudi tokom sportske aktivnosti.  
Tako nanenet udarac dovodi do Iznenadna fokalna distorzija miokarda praćene fibrilacijom srčanih komora, uzrokujući iznenadni zastoj srca u inače strukturno normalnom srcu. 
Prema svom nastanku ona se razlikuje se od traumatske povrede srca, kao što je kontuzija srca ili rupture (prodorne povrede) grudnog koša.
U većini prijavljenih slučajeva potres srca i eventualna iznenadna smrt sledi nakon naizgled beznačajnog, neprobojnog udarca u prsa. Pojedinci koji su bili svedoci događaja su univerzalno verovali da je trauma grudnog koša bila nedovoljne snage da izazove veću ozledu i da nije proporcionalna ishodu. Osoba koja je udarena u većini slučajeva pada odmah. U nekim slučajevima, osoba ima prolazni period svesti, tokom kojeg se izvodi kratka svrsishodna aktivnost, pokret ili ponašanje (npr podizanje i bacanje lopte, plač) prije konačnog kolapsa.
Prema poslednjim objavljenim podacima u SAD u vreme incidenta, 53% pogođenih osoba se bavilo organizovanom atletikom. Ostatak je bio uključen u normalne dnevne aktivnosti (23%) ili rekreativne sportove (24%).
Bejzbol, softbol, hokej i lakros su sportovi koji se najčešće uključuju mogući potres srca. Ostale povezane organizovane aktivnosti uključivale su fudbal, ragbi, boks i karate. Slučajevi vezani za svakodnevne aktivnosti  roditeljsku disciplinu, udarac snežnom grudvom i slučajni udarac tokom navijanja..
U većini slučajeva (58%), osobu je pogodio projektil, koji je najčešće bio bačen, ili udarena lopta za bejzbol ili softbol za koju se procjenjuje da se kreće brzinom od 30-50 mph, najviše. Ostali projektili uključuju hokejaške pakove i loptice za lakros. U 42% slučajeva traume grudnog koša su rezultat telesnog kontakta sa drugom osobom ili nepokretnim predmetom. Primjeri ovoga uključuju kacigu igrača tokom ragbija, hokejašku palicu, karate udarac i sudar tela.

## Patofiziologija
Iako tačan mehanizama nastanka potresa scra nije dokazan, eksperimentalne studije su pokazale da postoji nekoliko faktora koji su uključeni u ovaj poremećaj. Prvo, kontakt se dešava direktno preko srca u prednjem delu grudnog koša.   Do kontakta dolazi tokom ventrikularne repolarizacije, posebno tokom porasta T-talasa a pre njegovog vrhunca. Ako se udar dogodi kasnije od ovoga, veća je verovatnoća da će udarac dovesti do prolaznog potpunog srčanog bloka, bloka leve grane snopa ili elevacije ST segmenta.  Dok ovaj period zauzima samo oko 1% srčanog ciklusa, relativna proporcija se povećava sa povećanjem broja otkucaja srca, što se može desiti tokom vežbanja.
Energija udara mora biti dovoljna da izazove ventrikularnu depolarizaciju, koja se procenjuje na oko 50 džula. Ovo se lako postiže bačenom bejzbol loptom, na primer, a čini se da rizik za potres srca dostiže vrhunac oko 40 milja na sat. Pri većim brzinama (sa više energije), veća je verovatnoća da će doći do strukturnog oštećenja srca i/ili zida grudnog koša, a ne do izolovane ventrikularne fibrilacije.  Manje lopte takođe nose veći rizik za potres srca, verovatno zbog toga što je udar koncentrisan na manju površinu.
Mehanička sila koja je rezultat presrčanog udara izaziva istezanje membrane ćelija miokarda, što verovatno aktivira jonske kanale (mehaničko-električno spajanje) proteina koji formiraju pore koje pomažu u uspostavljanju i kontroli naponskog gradijenta preko ćelijske membrane  putem omogućavanja protoka jona niz njihov elektrohemijski gradijent.  Ako je odgovarajući broj ovih kanala u ranjivom periodu repolarizacije, rezultat depolarizacije može biti komorska (ventrikularna) fibrilacija.
Manje je verovatno da će ova vrsta povrede uticati tokom drugih perioda srčanog ciklusa i izazvati  fibrilaciju srčanih komora, ali mogu rezultovati izolovanom elevacijom ST segmenta EKG. Neki istraživači veruju da potres srca može uključivati komponentu vazospazma koronarne arterije, kontuziju miokarda i/ili oba mehanizma. Oni takože vjeruju da ovo može pomoći da se objasni i poteškoća reanimacijskih napora. Trenutno, da li ova stanja imaju patofiziološku ulogu u potresu srca nije potvrđeno, pa se čini da su ona malo verovatna.

## Diferencijalna dijagnoza
Diferencijalno dijagnostički treba imati u vidu sledeće bolesti:
- Infarkt miokarda
- Hipertrofičnu kardiomiopatija
- Ventrikularnu fibrilaciju
- Sindrom produženog QT intervala
- Virusni miokarditis

## Terapija
Početnu terapiju treba započeti reanimacijom srčanog zastoja izazvanog  fibrilacijom komora. Ovo uključuje zatvorene kompresije grudnog koša i ranu defibrilaciju. Ako je stanje produženo, trebalo bi obezbediti ventilaciju i/ili lekove za poboljšanje koronarnog perfuzionog pritiska (npr epinefrin). 
Kod  izolovane tupe povrede srca koja rezultuje aritmijom, stabilizacija električne aktivnosti može biti jedina neophodna intervencija. 
Nakon reanimacije, treba sprovesti odgovarajuću negu.
Prema potrebi razmatraju se i mogući drugi oblici traumatskog zastoja, u zavisnosti od kliničke slike. To može uključivati:
- tenzioni pneumotoraks,

- srčanu ili koronarnu laceraciju ili tamponadu srca,

- traumatsku povredu srčanih zalistaka,

- razderotinu pluća,

- povredu velikih krvnih sudova,

- hemoragični šok, itd.,

ili ekstratorakalne povrede, u zavisnosti od mehanizma povrede.

## Prognoza
Preživljavanje nakon potresa srca se obično povezuje sa efikasnom i pravovremenom CPR kardiopulmonalnom reanimacijiom i defibrilacijom koji se dešavaju u roku od 3 minuta od kolapsa. U tom smislu stopa preživljavanja je samo 5% ili manje u slučajevima u kojima su reanimacijski napori odloženi duže od 3 minute. Iako su brojne osobe reanimirane uz uspostavljanje perfuzijskog srčanog ritma, mnoge od ovih osoba su doživjele ireverzibilnu ishemijsku encefalopatiju i na kraju umrle od posledica ozlede.
Postoje dokazi iz registra podataka da se preživljavanje poboljšalo uporedo s povećanom svesti i boljim pristupom medicinskoj nezi i javnim defibrilatorima. 
Podaci pokazuju da je najmanje 59% pojedinaca preživelo poslednjih godina, a svake godine stope preživljavanja se poboljšavaju. Ključni razlozi smrtnosti su neuspeh pravovremene reanimacije i prisustvo urođene srčane bolesti. Međutim, standardizacija reanimacije u vanbolničkim uslovima dovela je do stalnog povećanja broja preživelih od svih vrsta srčanog zastoja, uključujući potres srca.

## Prevencija
Prevencija je važno pitanje koje treba primeniti tokom sportskih aktivnosti, jer dosadašnja upotreba štitnika za zidove grudnog koša nije uspela da pokaže smanjenje incidencije potresa srca,   jer se 37% prijavljenih slučajeva dogodilo  sa postavljenim štitnicima za grudi.
Američka asocijacija za srce  (AHA/ACC) u cilju prevenciji potresa srca navodi sledeće preporuke:
- preduzeti sve mere za uspešnu reanimaciju žrtve nakon povrede srca, uključujući obuku trenera, osoblja i drugih u njegovom okruženju kako bi se obezbedilo brzo prepoznavanje povrede, obaveštavanje hitne medicinske pomoći i primena kardiopulmonalne reanimacije i defibrilacije (snažna preporuka, zasnovana na dokazima umerenog kvaliteta).

- koristiti bezbedne bejzbol lopte koje odgovaraju uzrastu kako bi se smanjio rizik od povreda grudnog koša i potresa srca (umerena preporuka, zasnovana na dokazima umerenog kvaliteta).

- uvesti pravila koja regulišu tehnike treniranja za smanjenje udaraca u grudi i time  smanjenjiti verovatnoću povrede srca (umerena preporuka, zasnovana na ograničenim dokazima).

## Spoljašnje veze
- Yabek, S.M. Commotio cordis. eMedicine, September 2005.

|  | Molimo Vas, obratite pažnju na važno upozorenje u vezi sa temama iz oblasti medicine (zdravlja). |